# Кљењани
Кљењани (слч. Kleňany) насељено је мјесто са административним статусом сеоске општине (слч. obec) у округу Вељки Кртиш, у Банскобистричком крају, Словачка Република.

## Становништво
| Година:    | 1994. | 2004.    | 2014.    | 2024.   |
| ---------- | ----- | -------- | -------- | ------- |
| Број људи: | 403   | 328      | 276      | 262     |
| Разлика:   |       | -18,61 % | -15,85 % | -5,07 % |

| Година:    | 2023. | 2024.   |
| ---------- | ----- | ------- |
| Број људи: | 269   | 262     |
| Разлика:   |       | -2,60 % |

Према подацима о броју становника из 2011. године насеље је имало 293 становника.